# Maryna Lytowtschenko
Maryna Andrijiwna Lytowtschenko (ukrainisch Марина Андріївна Литовченко; * 26. Mai 1991 in Kiew, Ukrainische SSR, Sowjetunion) ist eine ukrainische Para-Tischtennisspielerin, die in der paralympischen Startklasse TT 6 antritt. Sie gewann Bronze bei den Paralympischen Spielen 2016 und wurde einmal Weltmeisterin.

## Karriere
Maryna Lytowtschenko wurde mit leichter Infantiler Zerebralparese geboren. Viermal nahm sie an Europameisterschaften teil, wo sie viermal Bronze gewann, davon dreimal im Einzel und einmal mit der Mannschaft. 2017 holte die Ukrainerin bei der Weltmeisterschaft Silber mit der Mannschaft, ein Jahr später errang sie Gold im Einzel. Durch gute Leistungen, unter anderem auch bei kleineren Turnieren, wurde sie schließlich für die Paralympics 2016 nominiert, wo Lytowchenko das Spiel um Platz 3 für sich entscheiden konnte. Sie lebt in Charkiw und studiert an der Nationalen W.-N.-Karasin-Universität Charkiw.

## Titel und Erfolge im Überblick

### Paralympische Spiele
- 2016 in Rio de Janeiro: Bronze in der Einzelklasse 6

### Europameisterschaften
- 2013 in Lignano: Bronze in der Mannschaftsklasse 6–8
- 2015 in Vejle: Bronze in der Einzelklasse 6
- 2017 in Lasko: Bronze in der Einzelklasse 6
- 2019 in Helsingborg: Bronze in der Einzelklasse 6

### Weltmeisterschaften
- 2017 in Bratislava: Silber in der Mannschaftsklasse 6–8

- 2018 in Lasko: Gold in der Einzelklasse 6

### Kleinere Turniere
- Japan Open 2019: Gold in der Einzelklasse 6
- Finland Open 2019: Silber in der Einzelklasse 6, Silber in der Mannschaftsklasse 6–7
- Dutch Open 2019: Bronze in der Einzelklasse 6–7, Silber in der Mannschaftsklasse 9–10